# Museo civico medievale
Il Museo civico medievale è un museo di Bologna ed è posto in via Manzoni 4 nel Palazzo Ghisilardi (o Ghisilardi-Fava). Da luglio 2022 il museo è gestito da Settore Musei Civici Bologna.

## Descrizione
Il palazzo è un esempio di architettura bolognese del XV secolo acquisito successivamente dalla famiglia Fava (da qui il nome Ghisilardi-Fava). Alcune sale del museo hanno affreschi dei Carracci.
Il museo contiene un ricco nucleo di monumenti sepolcrali - per lo più trecenteschi - dei dottori dello Studio bolognese prodotti dalle botteghe di grandi lapicidi del tempo: Roso da Parma (sepolcro di Pietro Cerniti del 1338), Bettino da Bologna (sepolcro di Bonifacio Galluzzi del 1346), Jacopo Lanfrani (sepolcro di Giovanni d'Andrea del 1348).
Il museo conserva inoltre opere di produzione longobarda (crocette in lamina d'oro), un acquamanile in bronzo di origine sassone, la statua di Bonifacio VIII in rame e legno (opera di Manno Bandini del 1301), il piviale proveniente dal convento della basilica di San Domenico, con Storie della vita di Cristo e della Vergine, rilevante esempio di opus anglicanum degli inizi del Trecento.
Inoltre una raccolta di codici e libri testimonia la tradizione bolognese nella miniatura, tra le quali spicca quella di Giovanni Battista Cavalletto.
Completano la raccolta vari pezzi di arti applicate (avori, ceramiche e vetri), una collezione di armi (fra cui la raccolta di armi orientali di Luigi Ferdinando Marsili) e pezzi del collezionismo naturalistico.
Nel corso dell'estate 2023 le sale del museo ospitano lo spettacolo “Fenomeni” dal Medioevo del duo comico Malandrino e Veronica, una commedia che, traendo ispirazione dalle opere esposte, racconta in chiave antica fenomeni sociali contemporanei.

## Galleria d'immagini

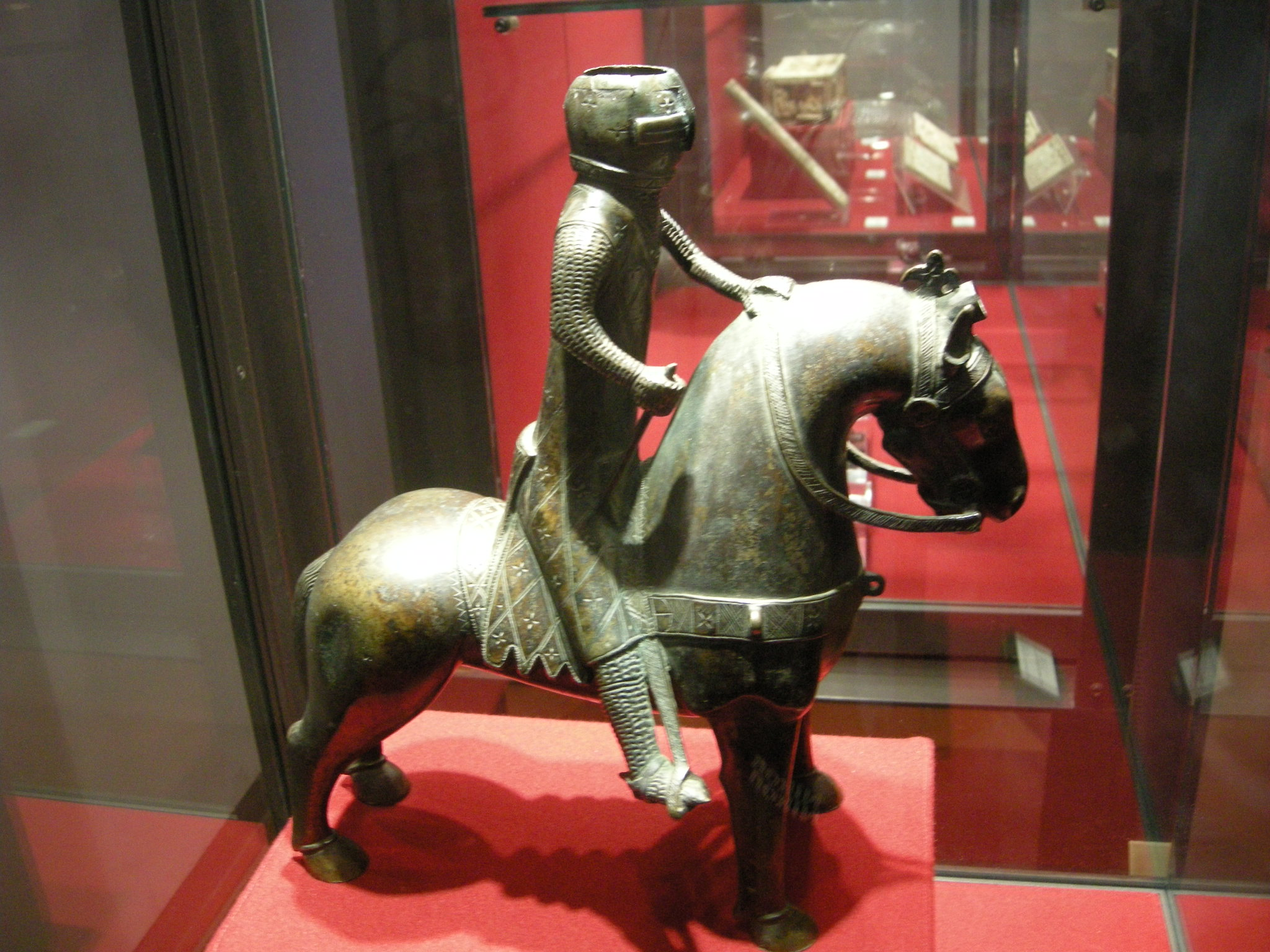
Acquamanile in forma di cavaliere
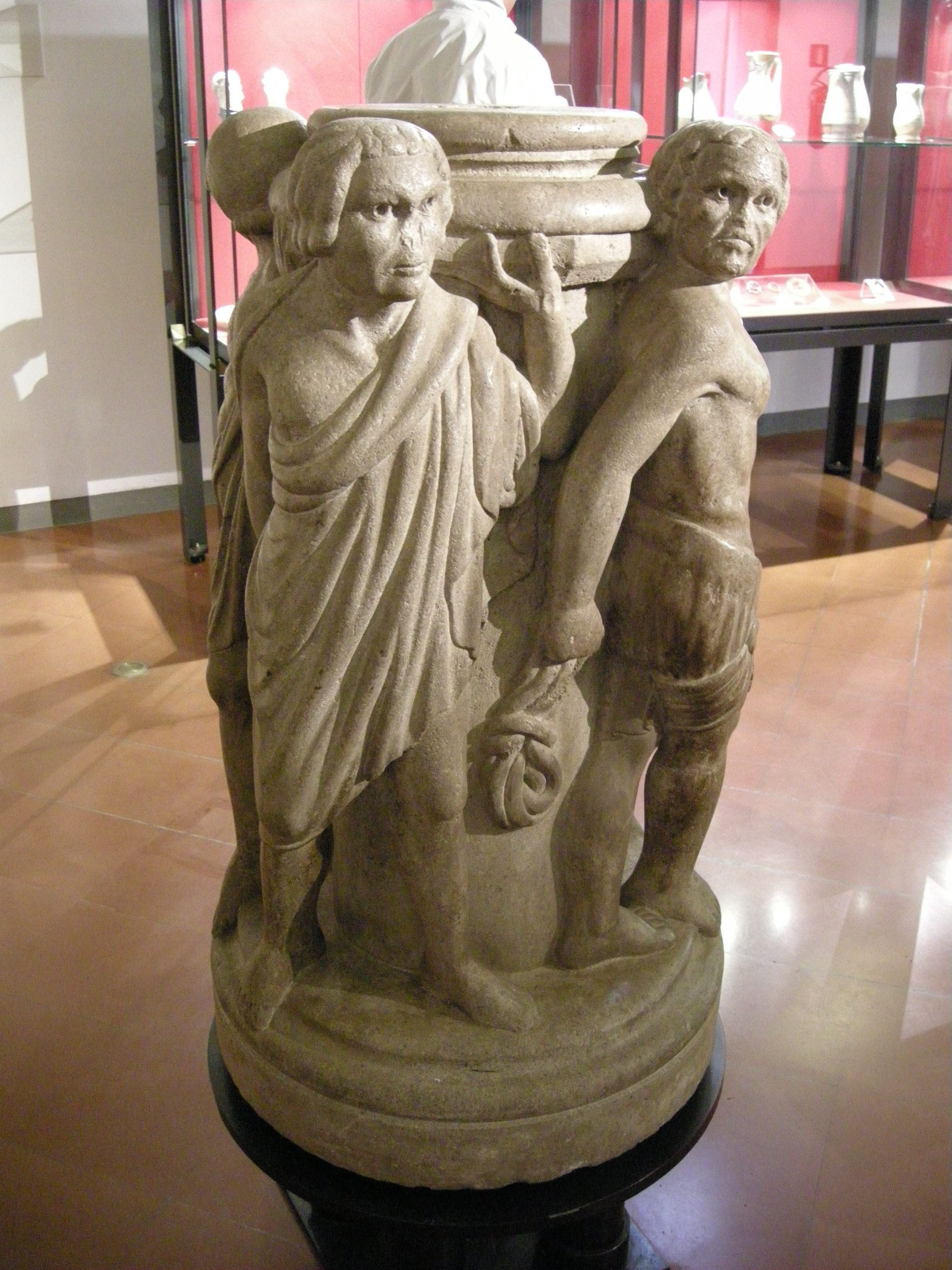
Acquasantiera con telamoni, della metà del XIII secolo
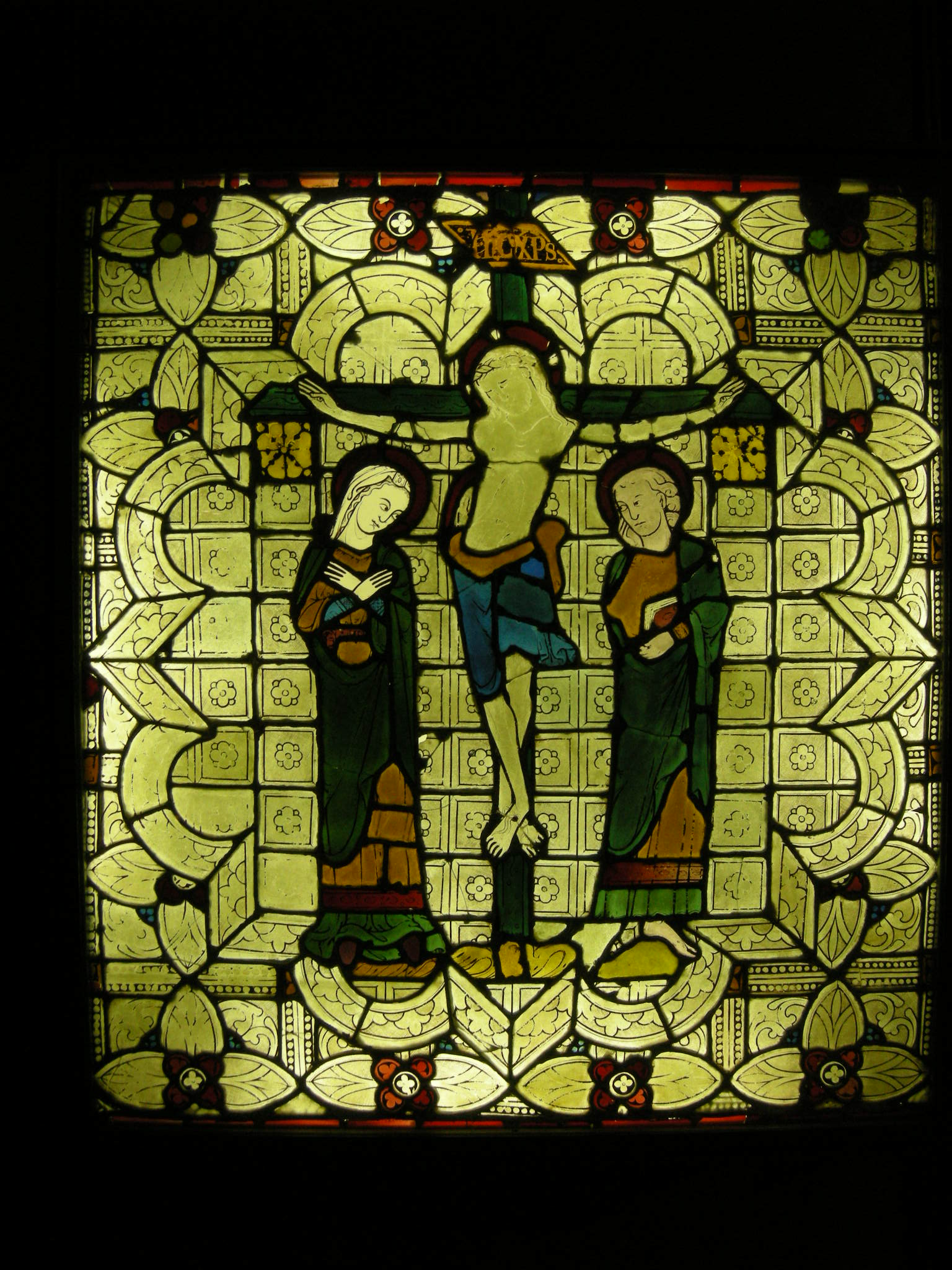
Vetrata con Crocefissione, seconda metà del XIII secolo, opera di un maestro oltremontano
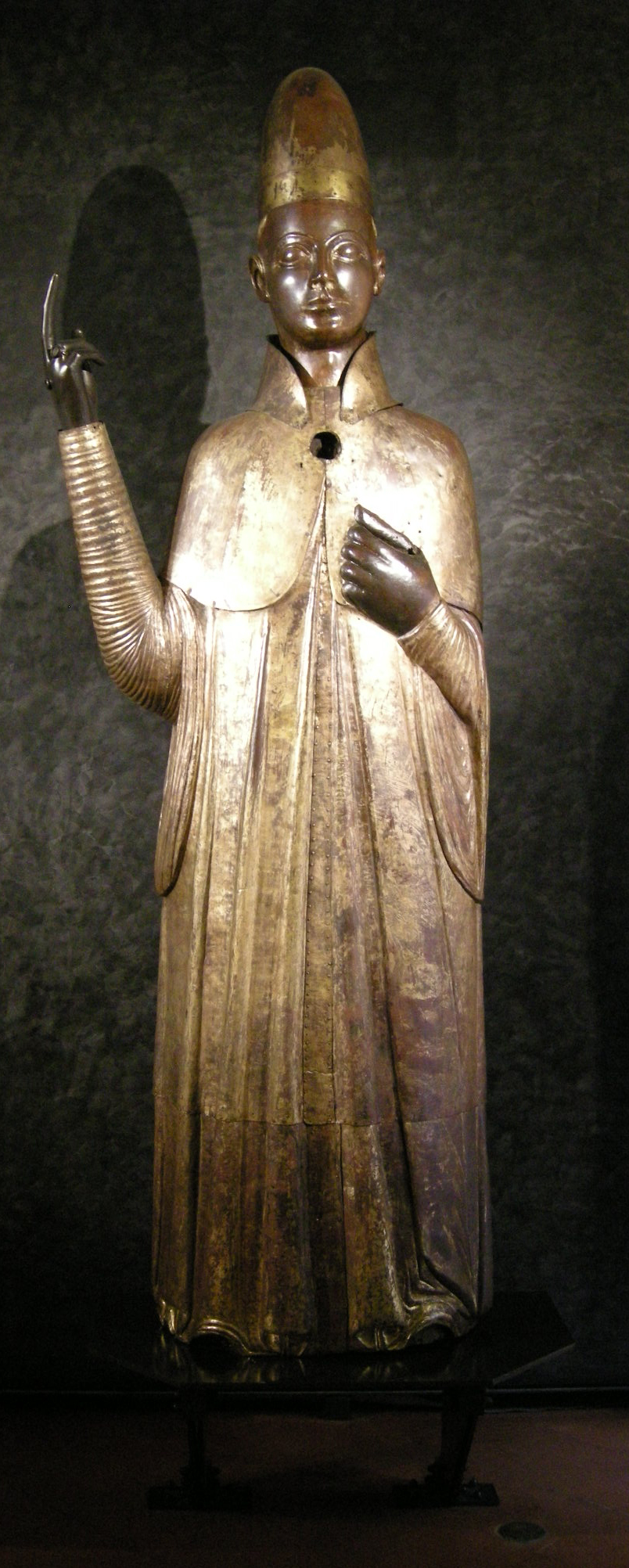
Manno Bandini da Siena, Bonifacio VIII, 1301
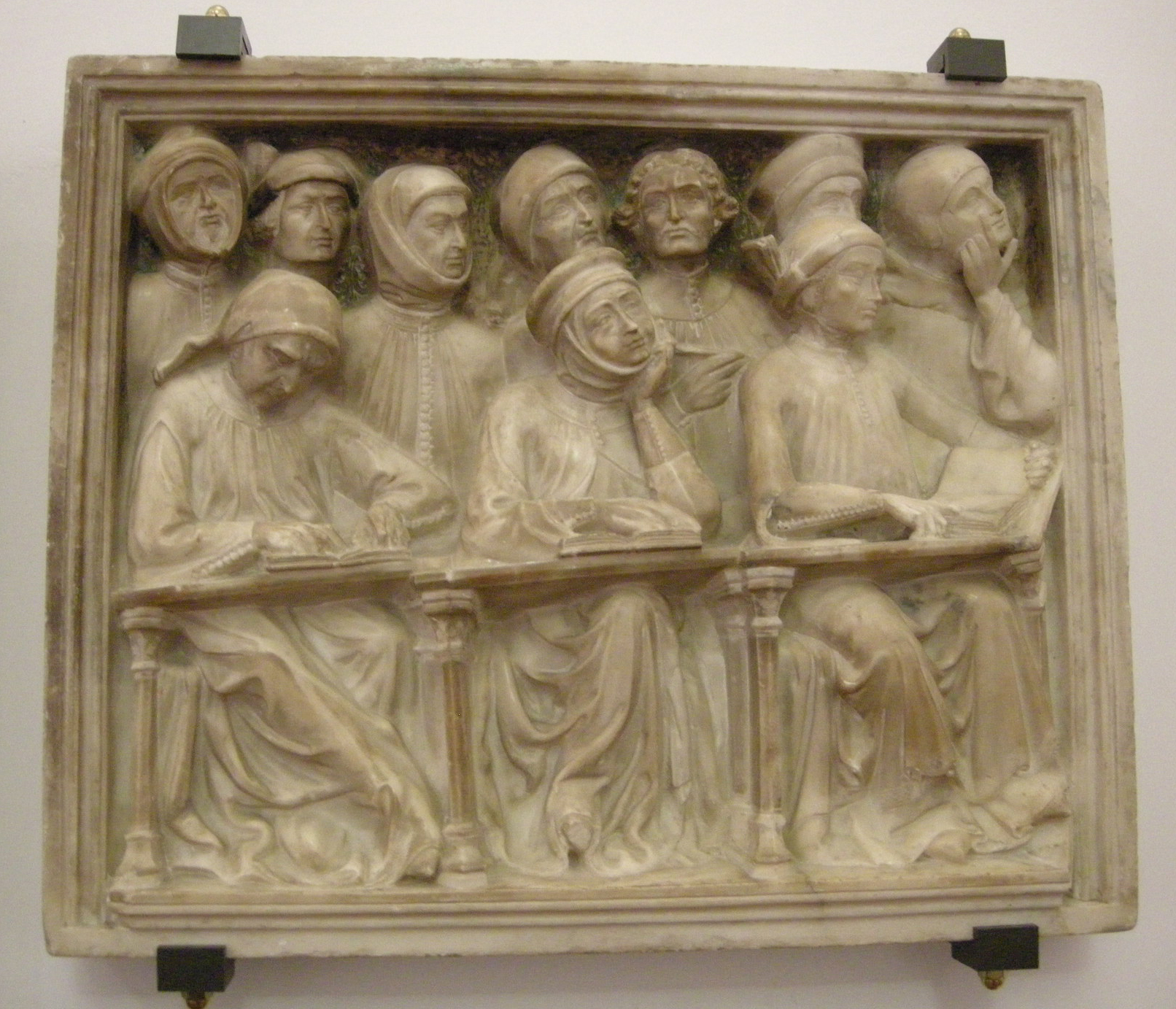
Particolare della tomba di Giovanni da Legnano (1383-86)
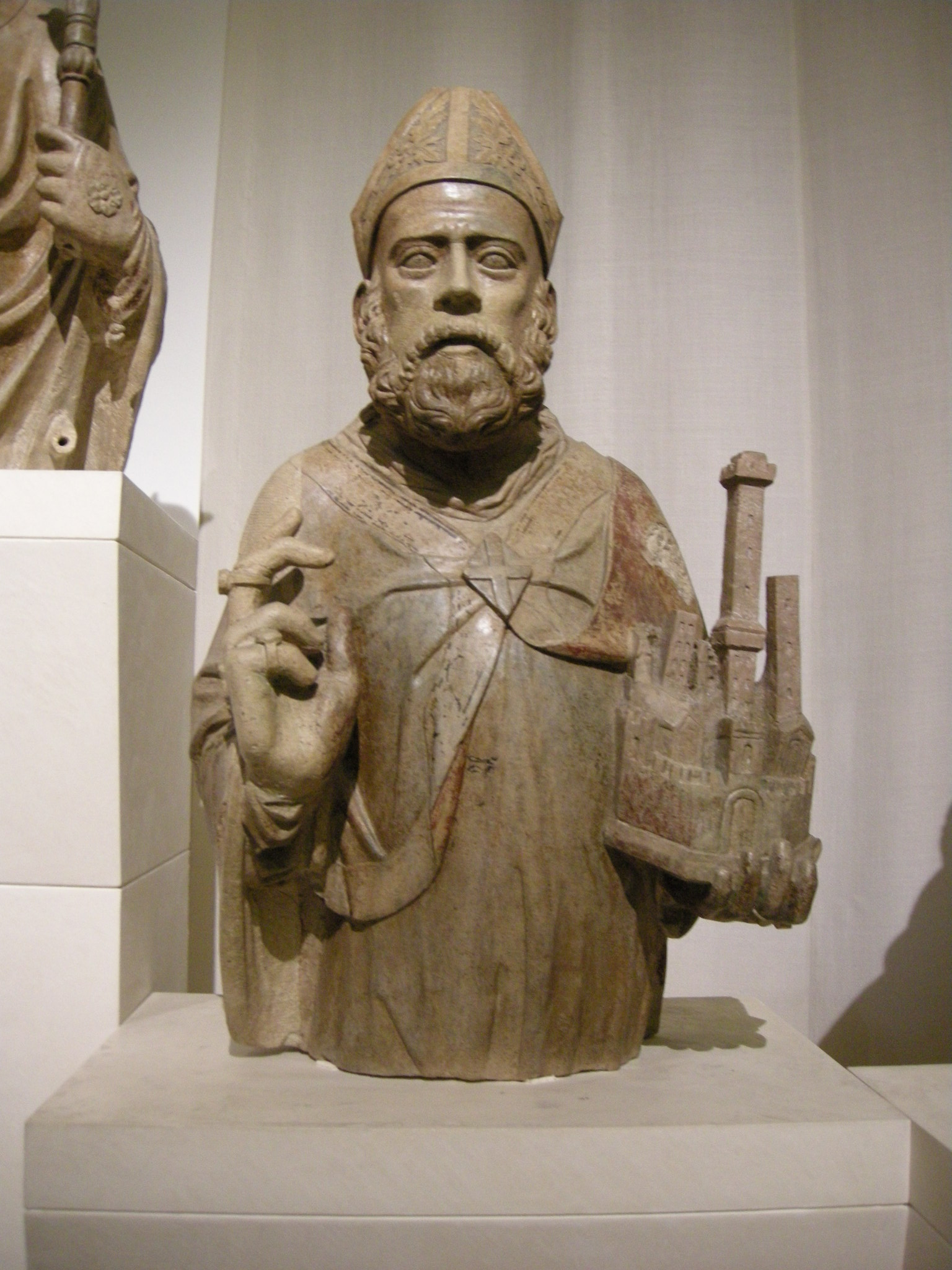
San Petronio, dalla decorazione scultorea del Palazzo della Mercanzia (1390 circa) - opera di Pierpaolo dalle Masegne
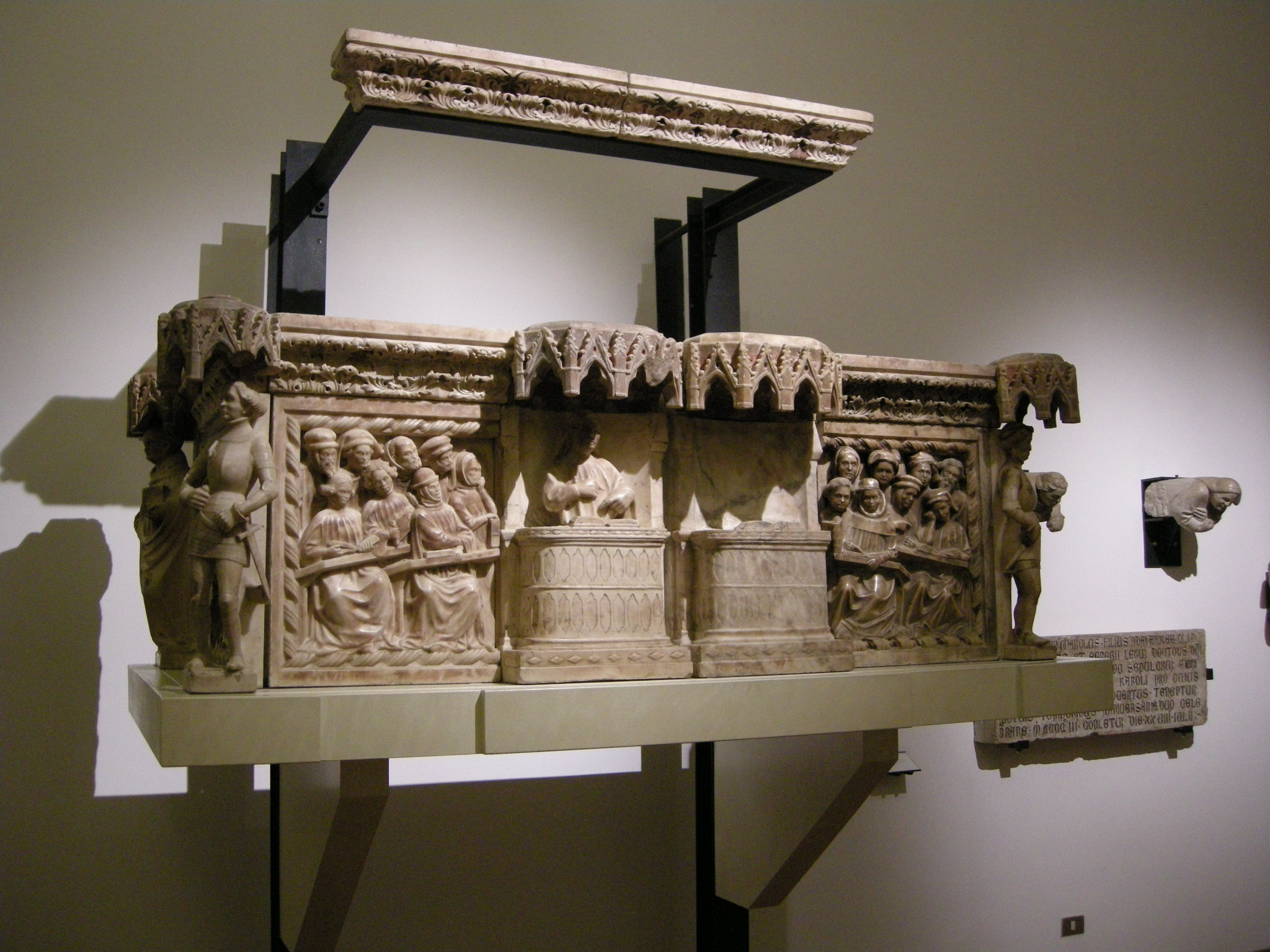
Arca di Roberto e Riccardo da Saliceto, 1403
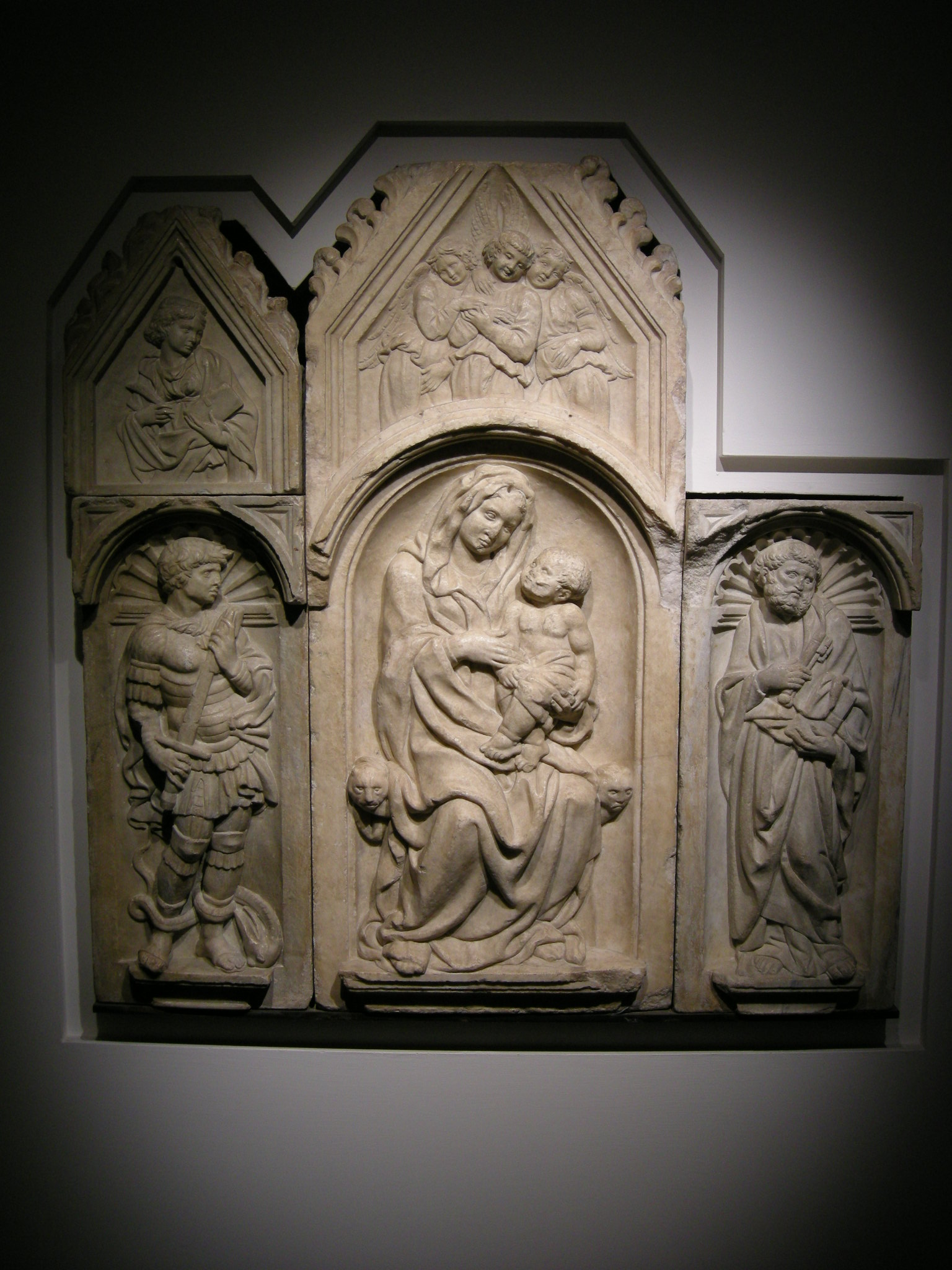
Madonna col Bambino di Jacopo della Quercia
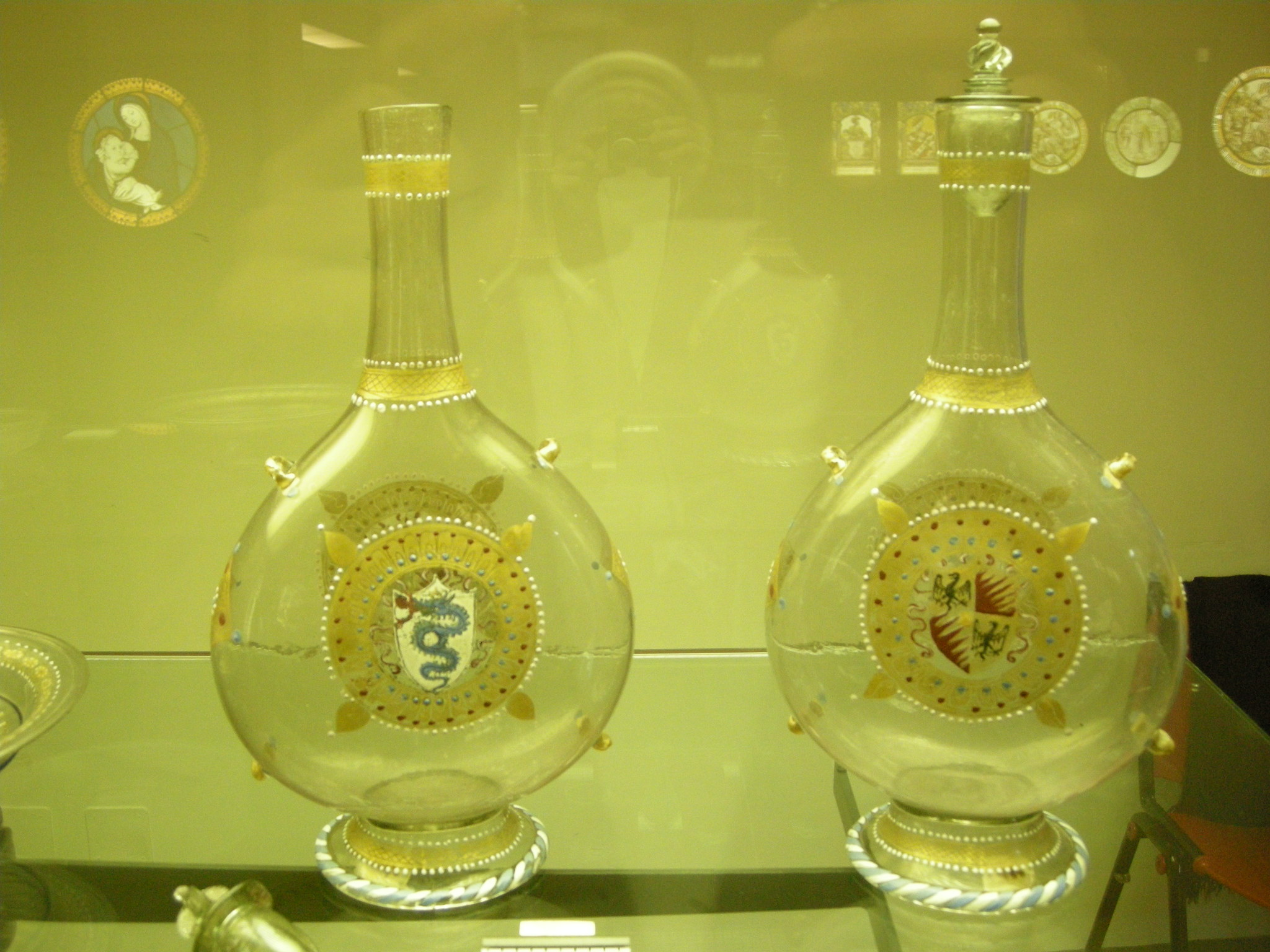
Coppia di fiaschette in vetro con stemmi Bentivoglio e Sforza
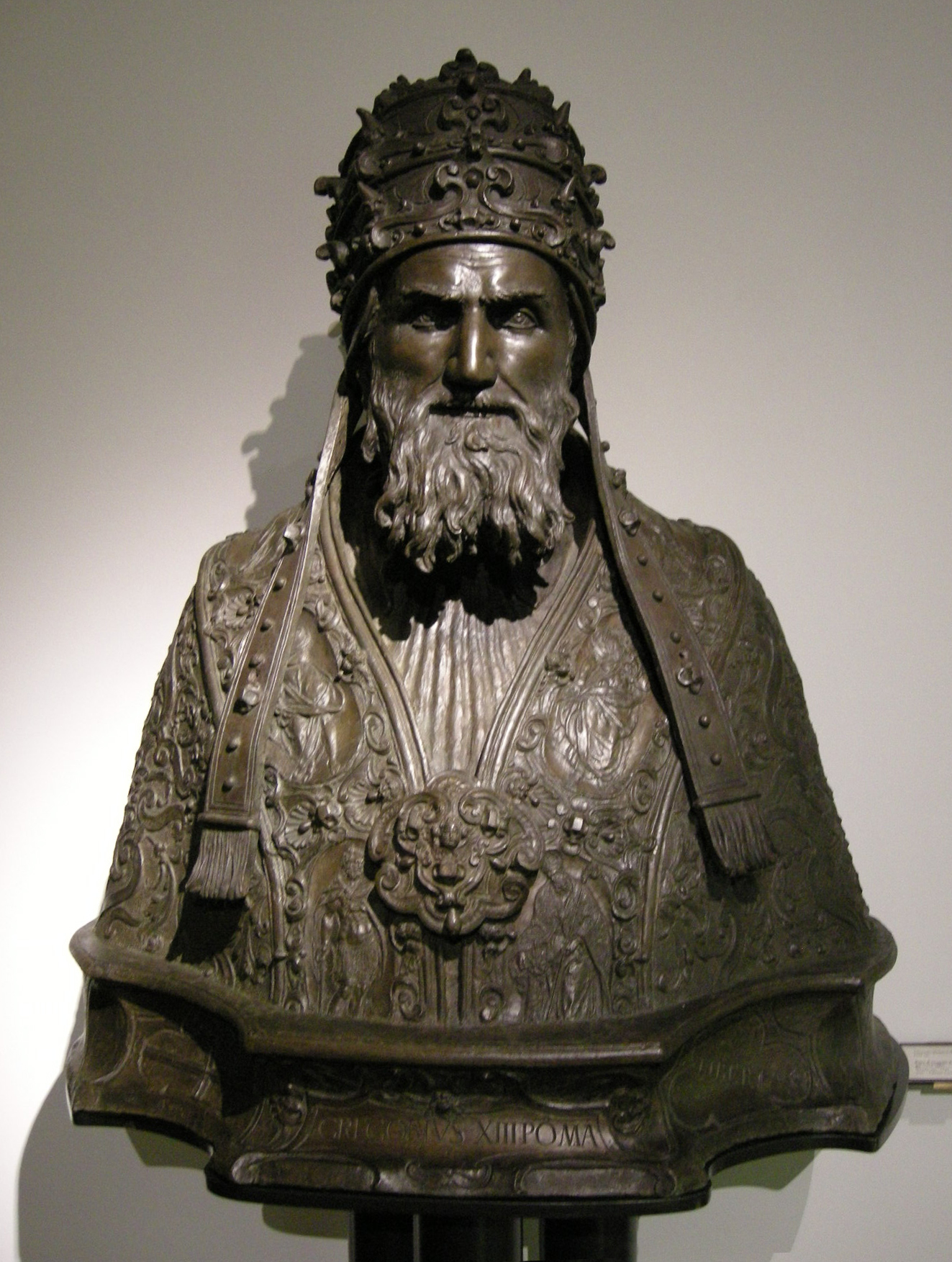
Busto di papa Gregorio XIII, bronzo di Alessandro Menganti
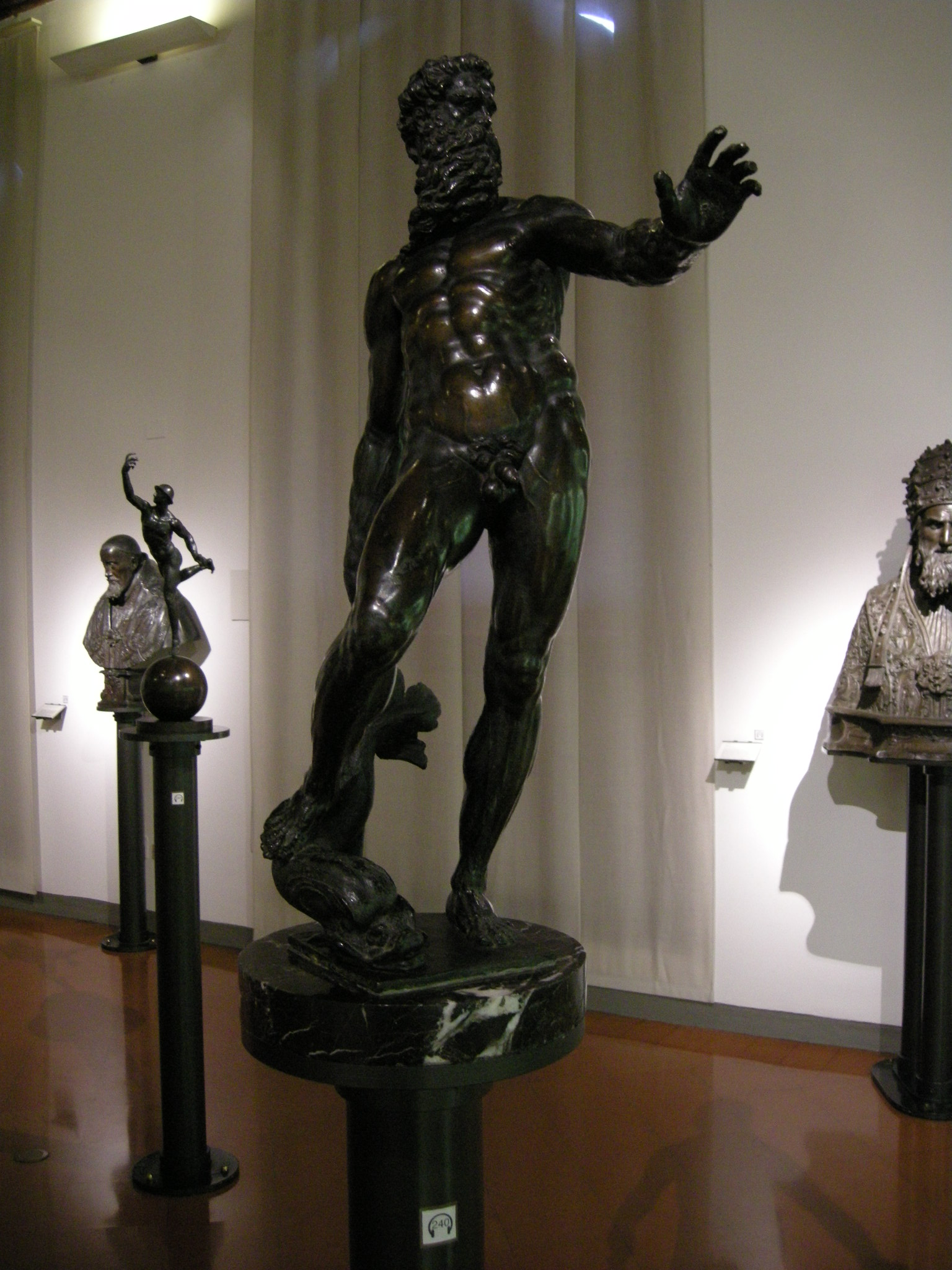
Giambologna, modello per il Nettuno, 1567
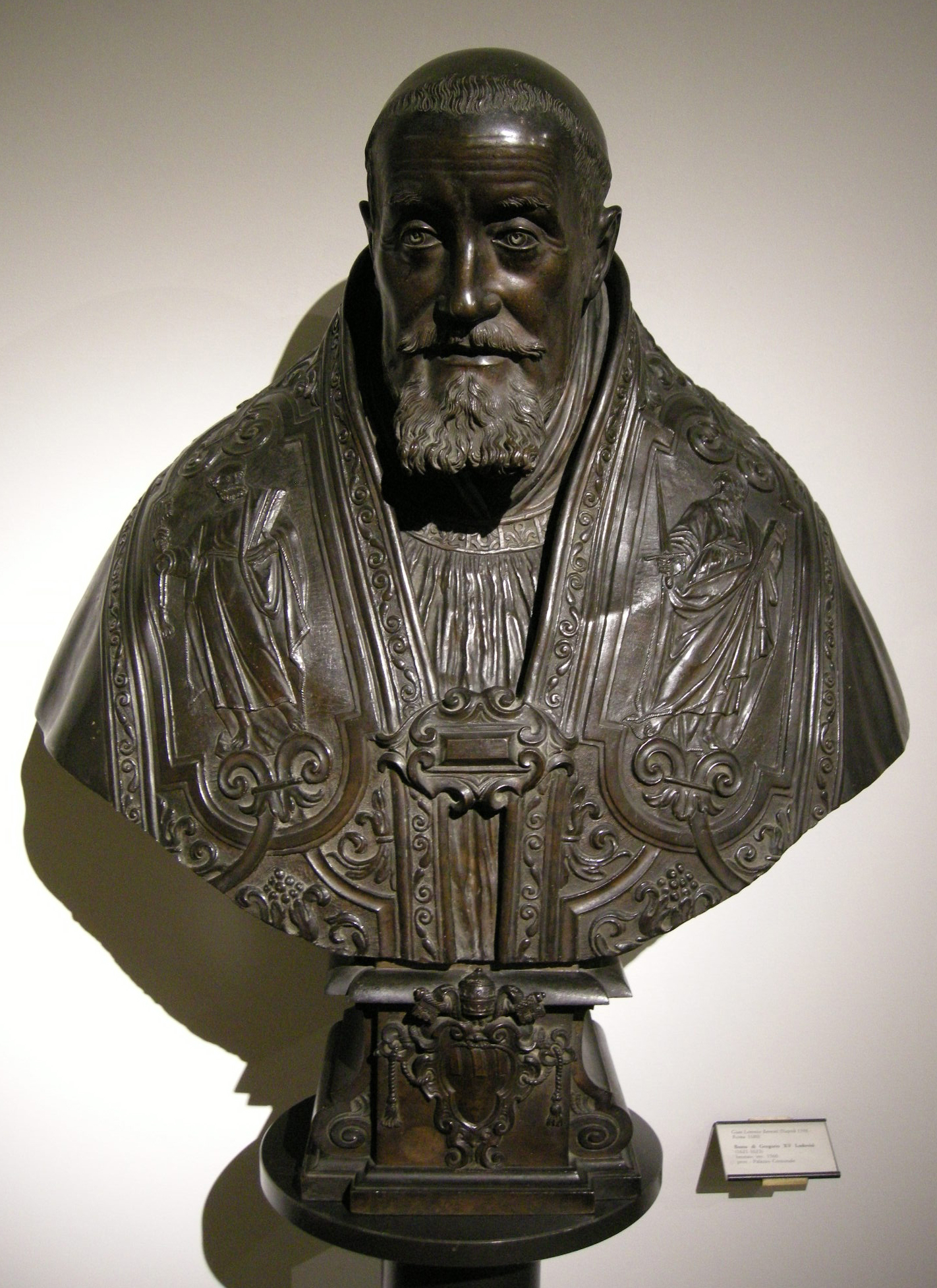
Gian Lorenzo Bernini, busto di papa Gregorio XV Ludovisi, 1621-23